# Јован Зивлак
Јован Зивлак (Наково, 9. октобар 1947) српски је песник, критичар и есејист.

## Биографија
Дипломирао је на катедри за српску књижевност на Филозофском факултету у Новом Саду. Био је главни и одговорни уредник часописа Поља (1976 — 1983). Од 1986. води издавачку кућу Светови. Крајем 2006, основао је издавачку кућу Адреса. Био је председник Друштва књижевника Војводине до 2011. године. Као издавач, Зивлак заступа модерну и постмодерну књижевност, књижевну теорију, филозофију и мишљење.
Оснивач је часописа Златна греда (2001), који издаје Друштво књижевника Војводине, као и оснивач Међународног новосадског књижевног фестивала (2006). За књигу Под облацима добио је најугледније песничко признање у земљи, награду Васко Попа (2015)
Заступљен је у многим антологијама српске и светске поезије у земљи и иностранству. Зивлак је тренутно најпревођенији српски живи песник.
Песничке књиге у преводу: Trepied (француски, 1981), Penge (мађарски, 1984), Trinožnik (македонски, 1985), Zol gostin (македонски, 1991), Il cuore del mascalazone (италијански, 1994), Zly host (словачки, 1997), Penitenta (румунски, 1998), Poemes choisis (француски, 1999), Zol gostin i drugi pesni (македонски), 2007, Зъл гост и други стихове (бугарски, 2008), Gedichte, Mitlesbuch 79 (немачки, 2009), Despre gaide (румунски, 2009), Szczeliny czasu (пољски, 2011), Слизане (бугарски, 2012), Зимски извештај (македонски), 2014, Winterbericht (немачки), 2013), Le roi des oies (француски, 2014), Informe invernal (шпански, Мексико,2014).
Приредио књиге: Јован Дучић: Песме, 1996; Данило Киш: Аутопоетике, есеји, 1999; Душан Васиљев: Песме, 2000; Милорад Павић: Панонске легенде, приче, 2000; Лаза Костић: Међу јавом и мед сном, песме, 2001; Најлепше песме Драгана Јовановића Данилова, 2002; Лаза Костић, Песме, 2009. године; Антологија Бранкове награде (1954–2010), 2010, Поезија и естетика Лазе Костића (зборник), 2010, Ђура Јакшић (зборник), 2012, Бранко Радичевић (зборник), 2012: Где су врата ( антологија поезије Међународног новосадског књижевног фестивала – 10 година, 2015.
Јован Зивлак живи и ради у Новом Саду.

## Дела
Јован Зивлак је објавио књиге песама:
- „Бродар“ (1969)
- „Вечерња школа“ (1974)
- „Честар“ (1977)
- „Троножац“(1979)
- „Чекрк“ (1983)
- „Напев“(1989)
- „Зимски извештај”(1989)
- „Чегртуша“ (1991)
- „Острво“ (2001)
- „Песме“ 1979-2005 (2006)
- „Обретење“ (избор из поезије 1993,1994,1995,1996)
- „О гајдама“ (2010)
- „Они су ушли у наш дом“ (2012)
- „Под облацима“ (2014)

## Награде
Добитник је следећих признања и награда:
- Награда „Млада Струга” (1974)
- Награда „Павле Марковић Адамов”, за песнички опус, 1992.
- Награда „Круна деспота Стефана Лазаревића” (1993)
- Награда „Станислав Винавер” (1995)
- Награда „Душан Васиљев” (1997)
- Златна значка КПЗ Србије (1998)
- Награда Друштва књижевника Војводине за књигу године, за књигу Аурина сенка, 2000.
- Награда „Стеван Пешић” (2001)
- Октобарска награда града Новог Сада (2001)
- Награда „Милица Стојадиновић Српкиња”, 2003.
- Велика базјашка повеља (2006)
- Награда „Димитрије Митриновић” (2010)
- Награда „Арка” (2014)
- Награда „Кочићево перо” (2014)
- Награда „Васко Попа” (2015)
- Награда „Књижевно жезло”, Скопље (2016)
- Награда „Венац Лазе Костића” (Сомбор, 2017)